# Eragrostis heteromera
Eragrostis heteromera är en gräsart som beskrevs av Otto Stapf. Eragrostis heteromera ingår i släktet kärleksgrässläktet, och familjen gräs. Inga underarter finns listade i Catalogue of Life.